# Fijiella
Fijiella es un género de foraminífero bentónico de la familia Reussellidae, de la superfamilia Buliminoidea, del suborden Buliminina y del orden Buliminida. Su especie tipo es Trimosina simplex. Su rango cronoestratigráfico abarca el Holoceno.

## Discusión
Clasificaciones previas incluían Fijiella en el suborden Rotaliina del orden Rotaliida.

## Clasificación
Fijiella incluye a las siguientes especies:
- Fijiella cribrocostata
- Fijiella simplex